# Phyllostylon rhamnoides
Phyllostylon rhamnoides är en almväxtart som först beskrevs av Poisson, och fick sitt nu gällande namn av Taubert. Phyllostylon rhamnoides ingår i släktet Phyllostylon och familjen almväxter. Inga underarter finns listade i Catalogue of Life.
Artens utbredningsområde sträcker sig från östra och centrala Mexiko över Centralamerika och Karibien till Sydamerika där trädet når fram till norra Argentina. Phyllostylon rhamnoides föredrar områden med måttlig nederbörd. Arten växer i låglandet och i bergstrakter upp till 1250 meter över havet. Den ingår i skogar, i buskskogar, i savanner och i våtmarksområdet Pantanal.
I norra delen av utbredningsområdet blommar trädet i maj och frukterna utvecklas fram till juli. I Karibien börjar blomningen redan i februari och fram till maj är frukterna mogna. Mellan februari och maj registrerades mogna frukter i norra Sydamerika. Längre söderut sker blomningen mellan augusti och oktober och frukterna mognar mellan september och december.
Beståndet hotas främst av skogarnas omvandling till jordbruksmark och samhällen. Även intensivt skogsbruk påverkar populationen negativ. Phyllostylon rhamnoides är fortfarande vanligt förekommande. IUCN listar arten som livskraftig (LC).